# Campo de O’Donnell
Campo de O’Donnell – stadion piłkarski w Madrycie, istniejący w latach 1912–1923. "Domowy" stadion Realu Madryt w tychże latach.